# كيفن غينز
كيفن غينز (بالإنجليزية: Kevin Gaines)‏ هو لاعب كرة قدم أمريكية أمريكي، ولد في 7 أغسطس 1971.